# Zuid-Europese compostmier
De Zuid-Europese compostmier (Hypoponera eduardi) is een mierensoort uit de onderfamilie Oermieren. De wetenschappelijke naam van de soort is voor het eerst geldig gepubliceerd in 1894 door Forel.